# فرشتگان مقرب (فیلم)
«فرشتگان مقرب» (انگلیسی: Archangel (film)) فیلمی در ژانر درام است که در سال ۱۹۹۰ منتشر شد.